# КК Партизан сезона 2013/14.
Сезона 2013/14. КК Партизан обухвата све резултате и остале информације везане за наступ Партизана у сезони 2014/15. и то у следећим такмичењима: Евролига, Јадранска лига, Суперлига Србије и Куп Радивоја Кораћа.

## Промене у саставу

### Дошли
| Датум               | Играч               | Претходни клуб  | Напомене               |
| ------------------- | ------------------- | --------------- | ---------------------- |
| јун 2013.           | Ђоко Шалић          | Спарс Сарајево  | вишегодишњи уговор     |
| 28. август 2013.    | Борис Дало          | Поатје 86       | вишегодишњи уговор     |
| 9. септембар 2013.  | Таренс Кинси        | Малага          | једногодишњи уговор    |
| 26. септембар 2013. | Немања Безбрадица   | БКК Раднички    | једногодишњи уговор    |
| 18. децембар 2013.  | Миленко Тепић       | Лијетувос ритас | једноипогодишњи уговор |
| 10. фебруар 2014.   | Александар Павловић | Слободан агент  | уговор до краја сезоне |

### Отишли
| јун 2013.                    | Немања Гордић   | Игокеа    | споразумни раскид уговора |
| 6. јул 2013.                 | Владимир Лучић  | Валенсија | —                         |
| август 2013.                 | Младен Ђорђевић | Меридиана | —                         |
| август 2013.                 | Марко Чакаревић | Металац   | споразумни раскид уговора |
| новембар 2013.               | Бранислав Ђекић | Струмица  | —                         |
| Одласци играча у току сезоне |                 |           |                           |
| март 2014.                   | Таренс Кинси    | —         | —                         |

## Играчи
| бр | бр | Позиција      | Националност              | Име                 | Напомене                                                             |
| -- | -- | ------------- | ------------------------- | ------------------- | -------------------------------------------------------------------- |
| 4  | 4  | бек           | Србија                    | Миленко Тепић       | Није играо од почетка сезоне, потписао у децембру                    |
| 5  | 5  | бек           | Србија                    | Петар Аранитовић    | Прикључен из јуниора                                                 |
| 7  | 7  | крилни центар | Француска                 | Жофре Ловерњ        | Након повреде Милосављевића у јануару 2014, постављен је за капитена |
| 8  | 8  | крило         | Црна Гора                 | Александар Павловић | Није играо од почетка сезоне, потписао у фебруару                    |
| 9  | 9  | плејмејкер    | Француска                 | Лео Вестерман       | Повредио се у новембру 2013. и није играо до краја сезоне            |
| 9  | 9  | бек           | Србија                    | Вања Маринковић     | Прикључен из јуниора, играо само у Суперлиги                         |
| 10 | 10 | плејмејкер    | Француска                 | Борис Дало          |                                                                      |
| 11 | 11 | центар        | Србија                    | Никола Милутинов    |                                                                      |
| 12 | 12 | бек           | Србија                    | Драган Милосављевић | Капитен, у јануару се повредио и пропустио остатак сезоне            |
| 13 | 13 | бек           | Србија                    | Богдан Богдановић   |                                                                      |
| 14 | 14 | центар        | Србија                    | Ђорђе Гагић         |                                                                      |
| 15 | 15 | центар        | Србија                    | Дејан Мусли         |                                                                      |
| 18 | 18 | центар        | Србија                    | Ђоко Шалић          |                                                                      |
| 19 | 19 | крило         | Србија                    | Михајло Андрић      |                                                                      |
| 21 | 21 | крило         | Сједињене Америчке Државе | Таренс Кинси        | крајем марта напустио клуб                                           |
| 33 | 33 | крилни центар | Србија                    | Немања Безбрадица   |                                                                      |
| 44 | 44 | крило         | Летонија                  | Давис Бертанс       | Због повреде заиграо тек од марта 2014.                              |

## Јадранска лига
Партизан је у регуларном делу Јадранске лиге забележио 18 победа и осам пораза, што му је донело треће место и пласман на фајнал-фор који је одржан у Београдској арени. У полуфиналној утакмици фајнал-фора, Партизан је поражен од Цедевите резултатом 81:79, након што је Нолан Смит постигао кош у последњим секундама меча. Овим поразом Партизан је остао без пласмана у Евролигу након 14 година.

### Табела
|    | Тим                   | Игр. | Поб. | Изг. | П+   | П-   | П+/- | Бод |
| -- | --------------------- | ---- | ---- | ---- | ---- | ---- | ---- | --- |
| 1  | Црвена звезда Телеком | 26   | 22   | 4    | 2017 | 1725 | +292 | 48  |
| 2  | Цедевита              | 26   | 19   | 7    | 1917 | 1802 | +115 | 45  |
| 3  | Партизан НИС          | 26   | 18   | 8    | 1837 | 1677 | +160 | 44  |
| 4  | Цибона                | 26   | 17   | 9    | 2001 | 1919 | +82  | 43  |
| 5  | Будућност ВОЛИ        | 26   | 15   | 11   | 1921 | 1851 | +70  | 41  |
| 6  | Игокеа                | 26   | 13   | 13   | 1857 | 1935 | -78  | 39  |
| 7  | Крка                  | 26   | 12   | 14   | 1815 | 1810 | +5   | 38  |
| 8  | Мега Визура           | 26   | 12   | 14   | 2111 | 2122 | -11  | 38  |
| 9  | МЗТ Скопље            | 26   | 12   | 14   | 1964 | 1974 | -10  | 38  |
| 10 | Унион Олимпија        | 26   | 11   | 15   | 1788 | 1804 | -16  | 37  |
| 11 | Раднички              | 26   | 10   | 16   | 1977 | 2099 | -122 | 36  |
| 12 | Солнок Олај (-1)      | 26   | 8    | 18   | 1793 | 1937 | -144 | 33  |
| 13 | Задар                 | 26   | 7    | 19   | 1776 | 1956 | -180 | 33  |
| 14 | Широки Приморка       | 26   | 6    | 20   | 1789 | 1952 | -163 | 32  |

### Турнир четворице (Фајнал-фор)
Завршни турнир четворице у сезони 2013/14. је одржан од 24. до 27. априла 2014. године у Београдској арени у Београду. На завршном турниру су учествовали Црвена звезда Телеком и Партизан НИС из Србије, као и Цедевита и Цибона из Хрватске.

#### Полуфинале
| 25. 4. 2014. 20:00 | Извештај | Цедевита                                               | 81 : 79 | Партизан НИС                     | Београдска арена, Београд Гледаоци: 14.210 Судије: Саша Пукл (СЛО), Матеј Болтаузер (СЛО), Сашо Петек (СЛО). |  |
| 25. 4. 2014. 20:00 | Извештај | Четвртине: 27-16, 13-19, 17-29, 24-15                  |         |                                  | Београдска арена, Београд Гледаоци: 14.210 Судије: Саша Пукл (СЛО), Матеј Болтаузер (СЛО), Сашо Петек (СЛО). |  |
| 25. 4. 2014. 20:00 | Извештај | Поени: Билан 14 Скокови: Сутон 11 Асистенције: Бабић 8 |         | Павловић 25 Богдановић 7 Тепић 4 | Београдска арена, Београд Гледаоци: 14.210 Судије: Саша Пукл (СЛО), Матеј Болтаузер (СЛО), Сашо Петек (СЛО). |  |

## Евролига
Партизан је у првој фази остварио три победе и седам пораза што је било довољно да се пласира у ТОП 16 фазу. У ТОП 16 фази забележили су четири победе и 10 пораза.

### Прва фаза „Топ 24“ - Група А
Партизан НИС је на жребу 4. јула 2013. из петог шешира сврстан у групу А.
|    | Екипа            | Игр. | Поб. | Изг. | П+  | П-  | П+/- | Тај-брек  |
| -- | ---------------- | ---- | ---- | ---- | --- | --- | ---- | --------- |
| 1. | Фенербахче Улкер | 10   | 8    | 2    | 849 | 749 | +100 |           |
| 2. | ЦСКА Москва      | 10   | 7    | 3    | 732 | 676 | +56  | 1-1 (+5)  |
| 3. | Барселона        | 10   | 7    | 3    | 786 | 729 | +57  | 1-1 (-5)  |
| 4. | Партизан НИС     | 10   | 3    | 7    | 668 | 715 | -47  | 1-1 (+29) |
| 5. | Нантер           | 10   | 3    | 7    | 682 | 753 | -71  | 1-1 (-29) |
| 6. | Будивељник       | 10   | 2    | 8    | 737 | 832 | -95  |           |

| 17. 10. 2013. 21:00 Извештај |                                                                       | Барселона | 67 : 60                               | Партизан НИС | Дворана Блауграна, Барселона Гледаоци: 4 850 |  |
| 17. 10. 2013. 21:00 Извештај | Четвртине: 17-18, 11-8, 17-14, 22-20                                  |           |                                       |              | Дворана Блауграна, Барселона Гледаоци: 4 850 |  |
| 17. 10. 2013. 21:00 Извештај | Поени: Папаниколау, Томић 13 Скокови: Дорси 10 Асистенције: Уертас 10 |           | Милосављевић 15 Ловерњ 13 Вестерман 3 |              | Дворана Блауграна, Барселона Гледаоци: 4 850 |  |

| 25. 10. 2013. 19:00 Извештај |                                                                     | Партизан НИС | 73 : 43                    | Нантер | Хала Пионир, Београд Гледаоци: 7 500 |  |
| 25. 10. 2013. 19:00 Извештај | Четвртине: 21-16, 16-7, 16-15, 20-5                                 |              |                            |        | Хала Пионир, Београд Гледаоци: 7 500 |  |
| 25. 10. 2013. 19:00 Извештај | Поени: Милосављевић 26 Скокови: Ловерњ 11 Асистенције: Богдановић 5 |              | Жаите 8 Денијелс 7 Мичам 5 |        | Хала Пионир, Београд Гледаоци: 7 500 |  |

| 31. 10. 2013. 18:00 Извештај |                                                                    | Будивељник | 74 : 69                       | Партизан НИС | Палата спортова Кијев, Кијев Гледаоци: 3 800 |  |
| 31. 10. 2013. 18:00 Извештај | Четвртине: 17-17, 27-25, 8-11, 22-16                               |            |                               |              | Палата спортова Кијев, Кијев Гледаоци: 3 800 |  |
| 31. 10. 2013. 18:00 Извештај | Поени: Лавринович 22 Скокови: Лавринович 8 Асистенције: 2 играча 4 |            | Кинси 16 Ловерњ 13 4 играча 2 |              | Палата спортова Кијев, Кијев Гледаоци: 3 800 |  |

| 8. 11. 2013. 20:45 Извештај |                                                                 | Партизан НИС | 78 : 88                           | Фенербахче Улкер | Хала Пионир, Београд Гледаоци: 8 000 |  |
| 8. 11. 2013. 20:45 Извештај | Четвртине: 17-13, 21-17, 19-30, 21-28                           |              |                                   |                  | Хала Пионир, Београд Гледаоци: 8 000 |  |
| 8. 11. 2013. 20:45 Извештај | Поени: Ловерњ 20 Скокови: Ловерњ 10 Асистенције: Милосављевић 3 |              | Богдановић 26 Прелџић 6 Прелџић 8 |                  | Хала Пионир, Београд Гледаоци: 8 000 |  |

| 15. 11. 2013. 17:00 Извештај |                                                            | ЦСКА Москва | 88 : 46                            | Партизан НИС | Мегаспорт арена, Москва Гледаоци: 5 086 |  |
| 15. 11. 2013. 17:00 Извештај | Четвртине: 21-10, 21-8, 27-13, 19-15                       |             |                                    |              | Мегаспорт арена, Москва Гледаоци: 5 086 |  |
| 15. 11. 2013. 17:00 Извештај | Поени: Вимс 18 Скокови: Мицов, Хајнс 4 Асистенције: Вимс 8 |             | Богдановић 13 Ловерњ 12 3 играча 2 |              | Мегаспорт арена, Москва Гледаоци: 5 086 |  |

| 21. 11. 2013. 20:45 Извештај |                                                                 | Партизан НИС | 64 : 82                          | Барселона | Хала Пионир, Београд Гледаоци: 8 000 |  |
| 21. 11. 2013. 20:45 Извештај | Четвртине: 17-11, 15-27, 12-26, 20-18                           |              |                                  |           | Хала Пионир, Београд Гледаоци: 8 000 |  |
| 21. 11. 2013. 20:45 Извештај | Поени: Богдановић 24 Скокови: Ловерњ 12 Асистенције: 3 играча 2 |              | Абрињес 19 Томић 7 Папаниколау 5 |           | Хала Пионир, Београд Гледаоци: 8 000 |  |

| 28. 11. 2013. 21:00 Извештај |                                                        | Нантер | 62 : 61                         | Партизан НИС | Хала Карпентије, Париз Гледаоци: 4 500 |  |
| 28. 11. 2013. 21:00 Извештај | Четвртине: 17-19, 18-10, 12-18, 15-14                  |        |                                 |              | Хала Карпентије, Париз Гледаоци: 4 500 |  |
| 28. 11. 2013. 21:00 Извештај | Поени: Мичам 14 Скокови: Лајти 8 Асистенције: Фостер 3 |        | Милосављевић 16 Мусли 6 Кинси 4 |              | Хала Карпентије, Париз Гледаоци: 4 500 |  |

| 5. 12. 2013. 20:45 Извештај |                                                               | Партизан НИС | 76 : 61                                        | Будивељник | Београдска арена, Београд Гледаоци: 15 200 |  |
| 5. 12. 2013. 20:45 Извештај | Четвртине: 17-13, 25-14, 17-10, 17-24                         |              |                                                |            | Београдска арена, Београд Гледаоци: 15 200 |  |
| 5. 12. 2013. 20:45 Извештај | Поени: Ловерњ 18 Скокови: Ловерњ 8 Асистенције: Богдановић 10 |              | Лавринович, Шаленга 11 Лавринович 6 3 играча 2 |            | Београдска арена, Београд Гледаоци: 15 200 |  |

| 12. 12. 2013. 20:45 Извештај |                                                             | Фенербахче Улкер | 77 : 79                                                    | Партизан НИС | Улкер спортска арена, Истанбул Гледаоци: 11 917 |  |
| 12. 12. 2013. 20:45 Извештај | Четвртине: 17-30, 20-9, 23-20, 17-20                        |                  |                                                            |              | Улкер спортска арена, Истанбул Гледаоци: 11 917 |  |
| 12. 12. 2013. 20:45 Извештај | Поени: Прелџић 21 Скокови: Прелџић 6 Асистенције: Прелџић 7 |                  | Кинси 20 Ловерњ, Милосављевић 5 Богдановић, Милосављевић 5 |              | Улкер спортска арена, Истанбул Гледаоци: 11 917 |  |

| 19. 12. 2013. 20:45 Извештај |                                                                   | Партизан НИС | 62 : 73                   | ЦСКА Москва | Хала Пионир, Београд Гледаоци: 8 147 |  |
| 19. 12. 2013. 20:45 Извештај | Четвртине: 19-20, 17-23, 13-16, 13-14                             |              |                           |             | Хала Пионир, Београд Гледаоци: 8 147 |  |
| 19. 12. 2013. 20:45 Извештај | Поени: Милосављевић 17 Скокови: Кинси 6 Асистенције: Богдановић 6 |              | Каун 12 Вимс 6 Теодосић 7 |             | Хала Пионир, Београд Гледаоци: 8 147 |  |

### Друга фаза „Топ 16“ - Група Ф
|    | Екипа                    | Игр. | Поб. | Изг. | П+   | П-   | П+/- | Тај-брек |
| -- | ------------------------ | ---- | ---- | ---- | ---- | ---- | ---- | -------- |
| 1. | ЦСКА Москва              | 14   | 12   | 2    | 1167 | 1035 | +132 |          |
| 2. | Реал Мадрид              | 14   | 11   | 3    | 1190 | 1047 | +143 |          |
| 3. | Макаби Електра           | 14   | 8    | 6    | 1115 | 1090 | +25  |          |
| 4. | Галатасарај Лив Хоспитал | 14   | 7    | 7    | 1072 | 1065 | +7   | 1-1 (0)  |
| 5. | Локомотива Кубањ         | 14   | 7    | 7    | 1081 | 1098 | -17  | 1-1 (0)  |
| 6. | Бајерн Минхен            | 14   | 5    | 9    | 1040 | 1102 | -62  |          |
| 7. | Партизан НИС             | 14   | 4    | 10   | 953  | 1069 | -116 |          |
| 8. | Жалгирис                 | 14   | 2    | 12   | 1062 | 1174 | -112 |          |

| 2. 1. 2014. 19:00 Извештај |                                                                     | Партизан НИС | 64 : 80                                     | Реал Мадрид | Београдска арена, Београд Гледаоци: 21 374 |  |
| 2. 1. 2014. 19:00 Извештај | Четвртине: 17-29, 22-18, 10-11, 15-22                               |              |                                             |             | Београдска арена, Београд Гледаоци: 21 374 |  |
| 2. 1. 2014. 19:00 Извештај | Поени: Кинси 17 Скокови: Ловерњ 13 Асистенције: Богдановић, Кинси 3 |              | Родригез, Фернандез 16 Бурусис 9 Родригез 5 |             | Београдска арена, Београд Гледаоци: 21 374 |  |

| 9. 1. 2014. 20:15 Извештај |                                                              | Бајерн Минхен | 71 : 65                            | Партизан НИС | Ауди дом, Бајерн Гледаоци: 5 510 |  |
| 9. 1. 2014. 20:15 Извештај | Четвртине: 17-20, 17-22, 18-14, 19-9                         |               |                                    |              | Ауди дом, Бајерн Гледаоци: 5 510 |  |
| 9. 1. 2014. 20:15 Извештај | Поени: Брајант 16 Скокови: Брајант 10 Асистенције: Дилејни 5 |               | Богдановић 24 Кинси 8 Богдановић 5 |              | Ауди дом, Бајерн Гледаоци: 5 510 |  |

| 17. 1. 2014. 20:45 Извештај |                                                                    | Партизан НИС | 73 : 72                    | ЦСКА Москва | Београдска арена, Београд Гледаоци: 16 523 |  |
| 17. 1. 2014. 20:45 Извештај | Четвртине: 15-14, 19-21, 16-15, 23-22                              |              |                            |             | Београдска арена, Београд Гледаоци: 16 523 |  |
| 17. 1. 2014. 20:45 Извештај | Поени: Богдановић 27 Скокови: Ловерњ 8 Асистенције: Гагић, Кинси 2 |              | Крстић 27 Крстић 7 Вимс 10 |             | Београдска арена, Београд Гледаоци: 16 523 |  |

| 23. 1. 2014. 20:05 Извештај |                                                             | Макаби Електра | 88 : 67                                   | Партизан НИС | Нокија арена, Тел Авив Гледаоци: 11 060 |  |
| 23. 1. 2014. 20:05 Извештај | Четвртине: 20-11, 27-8, 21-28, 20-20                        |                |                                           |              | Нокија арена, Тел Авив Гледаоци: 11 060 |  |
| 23. 1. 2014. 20:05 Извештај | Поени: Тајус 16 Скокови: Тајус 9 Асистенције: Инглс, Рајс 5 |                | Богдановић, Кинси 17 Кинси 8 Богдановић 3 |              | Нокија арена, Тел Авив Гледаоци: 11 060 |  |

| 31. 1. 2014. 20:45 Извештај |                                                               | Партизан НИС | 81 : 87                          | Локомотива Кубањ | Београдска арена, Београд Гледаоци: 15 565 |  |
| 31. 1. 2014. 20:45 Извештај | Четвртине: 18-20, 20-23, 22-20, 21-24                         |              |                                  |                  | Београдска арена, Београд Гледаоци: 15 565 |  |
| 31. 1. 2014. 20:45 Извештај | Поени: Кинси 32 Скокови: 3 играча 6 Асистенције: Богдановић 5 |              | Симон 18 Хендрикс 7 Калнијетис 5 |                  | Београдска арена, Београд Гледаоци: 15 565 |  |

| 13. 2. 2014. 18:45 Извештај |                                                                      | Жалгирис | 89 : 77                             | Партизан НИС | Жалгирис арена, Каунас Гледаоци: 8 150 |  |
| 13. 2. 2014. 18:45 Извештај | Четвртине: 29-16, 29-25, 19-18, 12-18                                |          |                                     |              | Жалгирис арена, Каунас Гледаоци: 8 150 |  |
| 13. 2. 2014. 18:45 Извештај | Поени: Дентмон 23 Скокови: Дентмон, Јанкунас 5 Асистенције: Поцјус 7 |          | Богдановић 24 Ловерњ 7 Богдановић 5 |              | Жалгирис арена, Каунас Гледаоци: 8 150 |  |

| 20. 2. 2014. 20:45 Извештај |                                                                   | Партизан НИС | 70 : 78                                     | Галатасарај Лив Хос. | Београдска арена, Београд Гледаоци: 13 552 |  |
| 20. 2. 2014. 20:45 Извештај | Четвртине: 26-22, 11-21, 16-19, 17-16                             |              |                                             |                      | Београдска арена, Београд Гледаоци: 13 552 |  |
| 20. 2. 2014. 20:45 Извештај | Поени: Богдановић 23 Скокови: Ловерњ 15 Асистенције: Богдановић 6 |              | Домеркант 18 Мачван, Менса-Бонсу 7 Арслан 6 |                      | Београдска арена, Београд Гледаоци: 13 552 |  |

| 28. 2. 2014. 20:45 Извештај |                                                                     | Реал Мадрид | 80 : 57                                      | Партизан НИС | Палата спортова Покрајине Мадрид, Мадрид Гледаоци: 11 298 |  |
| 28. 2. 2014. 20:45 Извештај | Четвртине: 22-17, 24-10, 15-13, 19-17                               |             |                                              |              | Палата спортова Покрајине Мадрид, Мадрид Гледаоци: 11 298 |  |
| 28. 2. 2014. 20:45 Извештај | Поени: Љуљ, Родригез 19 Скокови: Бурусис 8 Асистенције: Фернандез 8 |             | Богдановић, Павловић 10 Богдановић 7 Тепић 4 |              | Палата спортова Покрајине Мадрид, Мадрид Гледаоци: 11 298 |  |

| 6. 3. 2014. 20:45 Извештај |                                                                   | Партизан НИС | 70 : 55                               | Бајерн Минхен | Београдска арена, Београд Гледаоци: 11 550 |  |
| 6. 3. 2014. 20:45 Извештај | Четвртине: 19-9, 25-19, 16-17 , 10-10                             |              |                                       |               | Београдска арена, Београд Гледаоци: 11 550 |  |
| 6. 3. 2014. 20:45 Извештај | Поени: Кинси, Павловић 21 Скокови: Ловерњ 10 Асистенције: Тепић 5 |              | Ђедовић 12 Делејни 8 Делејни, Хаман 3 |               | Београдска арена, Београд Гледаоци: 11 550 |  |

| 13. 3. 2014. 17:00 Извештај |                                                                | ЦСКА Москва | 84 : 52                    | Партизан НИС | УСХ ЦСКА, Москва Гледаоци: 4 523 |  |
| 13. 3. 2014. 17:00 Извештај | Четвртине: 16-15, 22-7, 32-19, 14-11                           |             |                            |              | УСХ ЦСКА, Москва Гледаоци: 4 523 |  |
| 13. 3. 2014. 17:00 Извештај | Поени: Каун, Фридзон 13 Скокови: Мицов 5 Асистенције: Џексон 5 |             | Ловерњ 17 Ловерњ 5 Тепић 2 |              | УСХ ЦСКА, Москва Гледаоци: 4 523 |  |

| 20. 3. 2014. 20:45 Извештај |                                                                   | Партизан НИС | 72 : 70                    | Макаби Електра | Београдска арена, Београд Гледаоци: 13 015 |  |
| 20. 3. 2014. 20:45 Извештај | Четвртине: 14-23, 17-17, 16-17, 25-13                             |              |                            |                | Београдска арена, Београд Гледаоци: 13 015 |  |
| 20. 3. 2014. 20:45 Извештај | Поени: Богдановић 18 Скокови: Ловерњ 12 Асистенције: Богдановић 6 |              | Тајус 14 Тајус 11 Охајон 4 |                | Београдска арена, Београд Гледаоци: 13 015 |  |

| 28. 3. 2014. 17:00 Извештај |                                                               | Локомотива Кубањ | 84 : 73                          | Партизан НИС | Баскет хала Краснодар, Краснодар Гледаоци: 5 185 |  |
| 28. 3. 2014. 17:00 Извештај | Четвртине: 16-10, 22-20, 25-15, 21-28                         |                  |                                  |              | Баскет хала Краснодар, Краснодар Гледаоци: 5 185 |  |
| 28. 3. 2014. 17:00 Извештај | Поени: Браун 18 Скокови: Јасаитис 7 Асистенције: Калнијетис 8 |                  | Бертанс 20 Ловерњ 7 Богдановић 5 |              | Баскет хала Краснодар, Краснодар Гледаоци: 5 185 |  |

| 4. 4. 2014. 20:45 Извештај |                                                               | Партизан НИС | 77 : 67                                   | Жалгирис | Београдска арена, Београд Гледаоци: 12 505 |  |
| 4. 4. 2014. 20:45 Извештај | Четвртине: 24-13, 17-21, 18-15, 18-18                         |              |                                           |          | Београдска арена, Београд Гледаоци: 12 505 |  |
| 4. 4. 2014. 20:45 Извештај | Поени: Бертанс 17 Скокови: Бертанс 10 Асистенције: 3 играча 4 |              | Гудаитис 13 Климавичијус 8 Климавичијус 8 |          | Београдска арена, Београд Гледаоци: 12 505 |  |

| 11. 4. 2014. 20:00 Извештај |                                                               | Галатасарај Лив Х. | 64 : 55                            | Партизан НИС | Абди Ипекчи арена, Истанбул Гледаоци: 11 470 |  |
| 11. 4. 2014. 20:00 Извештај | Четвртине: 16-13, 24-15, 14-14, 10-13                         |                    |                                    |              | Абди Ипекчи арена, Истанбул Гледаоци: 11 470 |  |
| 11. 4. 2014. 20:00 Извештај | Поени: Маркоишвили 16 Скокови: Алдемир 7 Асистенције: Аројо 7 |                    | 3 играча 11 Ловерњ 11 Богдановић 4 |              | Абди Ипекчи арена, Истанбул Гледаоци: 11 470 |  |

## Куп Радивоја Кораћа
Куп Радивоја Кораћа је 2014. године одржан по осми пут као национални кошаркашки куп Србије. Домаћин завршног турнира био је Београд у периоду од 6. до 9. фебруара 2014, а сви мечеви су одиграни у Хали Пионир.
Због проблема са повредама, Партизан је на меч са ФМП-ом извео ослабљени састав и елиминисан је већ у четвртфиналу. Због повреда на овом мечу нису наступили Богдановић, Кинси, Тепић, Ловерњ, Бертанс, Вестерман и Милосављевић.

### Четвртфинале
| 7. 2. 2014. 18:30 | Извештај | Партизан НИС                                               | 89 : 95 | ФМП                               | Хала Пионир, Београд Гледаоци: 3 000 Судије: Миодраг Личина, Иван Стефановић, Јасмина Јурас |  |
| 7. 2. 2014. 18:30 | Извештај | Четвртине: 17-22, 21-23, 24-17, 18-18, 9-15                |         |                                   | Хала Пионир, Београд Гледаоци: 3 000 Судије: Миодраг Личина, Иван Стефановић, Јасмина Јурас |  |
| 7. 2. 2014. 18:30 | Извештај | Поени: Аранитовић 20 Скокови: Гагић 12 Асистенције: Дало 5 |         | Чворовић 27 Чворовић 11 Гудурић 8 | Хала Пионир, Београд Гледаоци: 3 000 Судије: Миодраг Личина, Иван Стефановић, Јасмина Јурас |  |

## Суперлига Србије
Партизан је регуларни део такмичења у Суперлиги Србије завршио на првом месту са 13 победа и једним поразом. У полуфиналу плејофа црно-бели су били бољи од Радничког из Крагујевца, док је у финалној серији савладана Црвена звезда.

### Табела
|   | Тим                   | Игр. | Поб. | Изг. | П+   | П-   | П+/- | Бод |
| - | --------------------- | ---- | ---- | ---- | ---- | ---- | ---- | --- |
| 1 | Партизан НИС          | 14   | 13   | 1    | 1199 | 1005 | +194 | 27  |
| 2 | Црвена звезда Телеком | 14   | 11   | 3    | 1187 | 988  | +199 | 25  |
| 3 | Мега Визура           | 14   | 9    | 5    | 1226 | 1148 | +78  | 23  |
| 4 | Раднички Крагујевац   | 14   | 8    | 6    | 1184 | 1090 | +94  | 22  |
| 5 | ФМП                   | 14   | 5    | 9    | 1005 | 1067 | -62  | 19  |
| 6 | Металац Фармаком      | 14   | 4    | 10   | 964  | 1102 | -138 | 18  |
| 7 | Црнокоса              | 14   | 3    | 11   | 1003 | 1252 | -249 | 17  |
| 8 | Борац Моцарт спорт    | 14   | 3    | 11   | 1009 | 1125 | -116 | 17  |

### Плеј-оф

#### Полуфинале
| 7. 6. 2014. 19:00 | Извештај | Партизан НИС                                                         | 89 : 81 | Раднички Крагујевац               | Хала Пионир, Београд Гледаоци: 3.500 Судије: Миливоје Јовчић, Драган Нешковић, Саша Маричић |  |
| 7. 6. 2014. 19:00 | Извештај | Четвртине: 27-14, 25-25, 18-25, 19-17                                |         |                                   | Хала Пионир, Београд Гледаоци: 3.500 Судије: Миливоје Јовчић, Драган Нешковић, Саша Маричић |  |
| 7. 6. 2014. 19:00 | Извештај | Поени: Богдановић 22 Скокови: Милутинов 10 Асистенције: Богдановић 8 |         | Млађан 24 Мариновић 8 Мариновић 9 | Хала Пионир, Београд Гледаоци: 3.500 Судије: Миливоје Јовчић, Драган Нешковић, Саша Маричић |  |

| 10. 6. 2014. 20:00 | Извештај | Раднички Крагујевац                                           | 75 : 86 | Партизан НИС                     | Спортска хала Језеро, Крагујевац Гледаоци: 3.100 Судије: Милија Војиновић, Владимир Јевтовић, Милан Мажић |  |
| 10. 6. 2014. 20:00 | Извештај | Четвртине: 22-23, 23-25, 9-19, 21-19                          |         |                                  | Спортска хала Језеро, Крагујевац Гледаоци: 3.100 Судије: Милија Војиновић, Владимир Јевтовић, Милан Мажић |  |
| 10. 6. 2014. 20:00 | Извештај | Поени: Бирчевић 17 Скокови: Бирчевић 8 Асистенције: Калинић 5 |         | Павловић 19 3 играча 7 Бертанс 5 | Спортска хала Језеро, Крагујевац Гледаоци: 3.100 Судије: Милија Војиновић, Владимир Јевтовић, Милан Мажић |  |

#### Финале
| 14. 6. 2014. 20:00 | Извештај | Партизан НИС                                                 | 88 : 97 | Црвена звезда Телеком                   | Хала Пионир, Београд Гледаоци: 5.500 Судије: Илија Белошевић, Урош Николић, Урош Обркнежевић |  |
| 14. 6. 2014. 20:00 | Извештај | Четвртине: 15-24, 17-21, 30-21, 26-31                        |         |                                         | Хала Пионир, Београд Гледаоци: 5.500 Судије: Илија Белошевић, Урош Николић, Урош Обркнежевић |  |
| 14. 6. 2014. 20:00 | Извештај | Поени: Богдановић 34 Скокови: Ловерњ 13 Асистенције: Тепић 6 |         | Џенкинс 16 Митровић, Нелсон 5 Џенкинс 4 | Хала Пионир, Београд Гледаоци: 5.500 Судије: Илија Белошевић, Урош Николић, Урош Обркнежевић |  |

| 16. 6. 2014. 20:00 | Извештај | Црвена звезда Телеком                                      | 62 : 82 | Партизан НИС                               | Хала Пионир, Београд Гледаоци: 4.000 Судије: Милија Војиновић, Владимир Јевтовић, Саша Маричић |  |
| 16. 6. 2014. 20:00 | Извештај | Четвртине: 11-23, 18-17, 21-19, 12-23                      |         |                                            | Хала Пионир, Београд Гледаоци: 4.000 Судије: Милија Војиновић, Владимир Јевтовић, Саша Маричић |  |
| 16. 6. 2014. 20:00 | Извештај | Поени: Блажич 19 Скокови: Џенкинс 6 Асистенције: Џенкинс 4 |         | Богдановић 33 Гагић 9 Богдановић, Ловерњ 5 | Хала Пионир, Београд Гледаоци: 4.000 Судије: Милија Војиновић, Владимир Јевтовић, Саша Маричић |  |

| 19. 6. 2014. 20:00 | Извештај | Партизан НИС                                                 | 77 : 67 | Црвена звезда Телеком               | Хала Пионир, Београд Гледаоци: 0 Судије: Миливоје Јовчић, Драган Нешковић, Александар Глишић |  |
| 19. 6. 2014. 20:00 | Извештај | Четвртине: 17-19, 27-18, 19-15, 14-15                        |         |                                     | Хала Пионир, Београд Гледаоци: 0 Судије: Миливоје Јовчић, Драган Нешковић, Александар Глишић |  |
| 19. 6. 2014. 20:00 | Извештај | Поени: Богдановић 20 Скокови: Ловерњ 10 Асистенције: Тепић 4 |         | Марјановић 22 Марјановић 7 Нелсон 3 | Хала Пионир, Београд Гледаоци: 0 Судије: Миливоје Јовчић, Драган Нешковић, Александар Глишић |  |

| 21. 6. 2014. 20:00 | Извештај | Црвена звезда Телеком                                     | 87 : 95 | Партизан НИС                         | Хала Пионир, Београд Гледаоци: 3.911 Судије: Милија Војиновић, Владимир Јевтовић, Саша Маричић |  |
| 21. 6. 2014. 20:00 | Извештај | Четвртине: 22-21, 13-15, 17-15, 20-21, 15-23              |         |                                      | Хала Пионир, Београд Гледаоци: 3.911 Судије: Милија Војиновић, Владимир Јевтовић, Саша Маричић |  |
| 21. 6. 2014. 20:00 | Извештај | Поени: Џенкинс 16 Скокови: Блажич 7 Асистенције: Нелсон 6 |         | Богдановић 36 Ловерњ 10 Богдановић 6 | Хала Пионир, Београд Гледаоци: 3.911 Судије: Милија Војиновић, Владимир Јевтовић, Саша Маричић |  |

| Првак Суперлиге Србије у кошарци 2013/14. |
| ----------------------------------------- |
| Партизан 8. титула                        |

## Појединачне награде
Евролига
Звезда у успону Евролиге
- Богдан Богдановић[17]

Јадранска лига
Идеална петорка
- Богдан Богдановић[18]
- Жофре Ловерњ[18]

Најкориснији играч кола
- Лео Вестерман – (2. коло, индекс 31)
- Таренс Кинси – (5. коло, индекс 32)[19]
- Богдан Богдановић – (9. коло, индекс 28)
- Богдан Богдановић – (19. коло, индекс 35)[20]

Суперлига Србије
Најкориснији играч финалне серије
- Богдан Богдановић[21]

Најбољи стрелац финалне серије
- Богдан Богдановић[21]

Најкориснији играч кола
- Жофре Ловерњ – (9. коло, индекс 30)[22]